# Route nationale 641
Pour les articles homonymes, voir Route 641.
La route nationale 641 ou RN 641 était une route nationale française reliant Seyches à Fauillet en Lot-et-Garonne. À la suite de la réforme de 1972, elle a été déclassée en RD 641.

## Ancien tracé de Seyches à Fauillet (D 641)
- Seyches
- Puymiclan
- Gontaud-de-Nogaret
- Fauillet